# 31e cérémonie des Independent Spirit Awards
La 31e cérémonie des Film Independent's Spirit Awards, organisée par Film Independent, a eu lieu le 27 février 2016 et récompense les meilleurs films indépendants sortis l'année précédente.
Les nominations ont été annoncées le 24 novembre 2015,.

## Palmarès

### Meilleur film
- Spotlight
  - Anomalisa
  - Beasts of No Nation
  - Carol
  - Tangerine

### Meilleur premier film
- The Diary of a Teenage Girl
  - James White
  - Manos Sucias
  - Mediterranea
  - Les Chansons que mes frères m'ont apprises (Songs My Brothers Taught Me)

### Meilleur réalisateur
- Tom McCarthy pour Spotlight
  - Sean S. Baker pour Tangerine
  - Cary Fukunaga pour Beasts of No Nation
  - Todd Haynes pour Carol
  - Charlie Kaufman et Duke Johnson pour Anomalisa
  - David Robert Mitchell pour It Follows

### Meilleur acteur
- Abraham Attah pour le rôle d'Agu dans Beasts of No Nation
  - Christopher Abbott pour le rôle de James White dans James White
  - Ben Mendelsohn pour le rôle de Gerry dans Mississippi Grind
  - Jason Segel pour le rôle de David Foster Wallace dans The End of the Tour
  - Coudons Selhon pour le rôle d'Ayiva dans Mediterranea

### Meilleure actrice
- Brie Larson pour le rôle de Joy « Ma » Newsome dans Room
  - Cate Blanchett pour le rôle de Carol Aird dans Carol
  - Rooney Mara pour le rôle de Therese Belivet dans Carol
  - Bel Powley pour le rôle de Minnie Goetze dans The Diary of a Teenage Girl
  - Kitina Kiki Rodriguez pour le rôle de Sin-Dee dans Tangerine

### Meilleur acteur dans un second rôle
- Idris Elba pour le rôle du Commandant dans Beasts of No Nation
  - Kevin Corrigan pour le rôle de Danny dans Results
  - Paul Dano pour le rôle de Brian Wilson jeune dans Love and Mercy
  - Richard Jenkins pour le rôle de Chicory dans Bone Tomahawk
  - Michael Shannon pour le rôle de Rick Carver dans 99 Homes

### Meilleure actrice dans un second rôle
- Mya Taylor pour le rôle d'Alexandra dans Tangerine
  - Robin Bartlett pour le rôle de Helen dans H.
  - Marin Ireland pour le rôle d'Ellen Doyle dans Glass Chin
  - Jennifer Jason Leigh pour le rôle de Lisa dans Anomalisa
  - Cynthia Nixon pour le rôle de Gail White dans James White

### Meilleur scénario
- Spotlight – Tom McCarthy et Josh Singer
  - Anomalisa – Charlie Kaufman
  - Bone Tomahawk – S. Craig Zahler
  - Carol – Phyllis Nagy
  - The End of the Tour – Donald Margulies

### Meilleur premier scénario
- Room – Emma Donoghue
  - Mediterranea – Joseph Carpignano
  - The Diary of a Teenage Girl – Marielle Heller
  - The Mend – John Magary, Russel Harbaugh et Myna Joseph
  - This Is Not a Love Story (Me and Earl and the Dying Girl) – Jesse Andrews

### Meilleure photographie
- Carol – Ed Lachman
  - Beasts of No Nation – Cary Fukunaga
  - It Follows – Michael Giouklakis
  - Les Chansons que mes frères m'ont apprises (Songs My Brothers Taught Me) – Joshua James Richards
  - Meadowland – Reed Morano

### Meilleur montage
- Spotlight – Tom McArdie
  - It Follows – Julio Perez IV
  - Mad Love in New York (Heaven Knows What) – Ronald Bronstein et Benny Safdie
  - Manos Sucias – Kristan Sprague
  - Room – Nathan Nugent (en)

### Meilleur film étranger
- Le Fils de Saul (Saul Fia) •  Hongrie
  - L'Étreinte du serpent (El abrazo de la serpiente) •  Colombie
  - Bande de filles •  France
  - Mustang •  France
  - Un pigeon perché sur une branche philosophait sur l'existence (A Pigeon Sat on a Branch Reflecting on Existence) •  France /  Allemagne /  Norvège /  Suède

### Meilleur documentaire
- The Look of Silence
  - (T)ERROR
  - Best of Ennemies
  - Heart of a Dog
  - Meru
  - The Russian Woodpecker

### John CassavetesAward
(décerné au meilleur film réalisé avec moins de 500 000 $)
- Krisha
  - Advantageous
  - Christian, Again
  - Mad Love in New York (Heaven Knows What)
  - Out of My Hand

### Prix Robert-Altman
(décerné au réalisateur, au directeur du casting et à l'ensemble de la distribution)
- Spotlight

### Producers Award
(décerné à un producteur émergeant qui, malgré des ressources très limitées, a fait montre de créativité, de ténacité et de vision à long terme nécessaire pour produire des films indépendants et de qualité)
- Mel Eslyn
  - Darren Dean
  - Rebecca Green et Laura D. Smith

### Truer Than Fiction Award
(décerné à un réalisateur émergeant dans le domaine du film documentaire n'ayant pas encore reçu la reconnaissance appropriée)
- Elizabeth Chai Vasarhelyi – Incorruptible
  - Mohammed Ali Naqvi et Hemal Trivedi – Among the Believers
  - Elizabeth Giamatti et Alex Sichel – A Woman Like Me

### Kiehl’s Someone to Watch Award
(décerné à un cinéaste talentueux à la vision singulière, et qui n'a pas encore reçu la reconnaissance appropriée)
- Felix Thompson – King Jack
  - Robert Machoian et Rodrigo Ojeda-Beck – God Bless The Child
  - Chloé Zhao – Les Chansons que mes frères m'ont apprises (Songs My Brothers Taught Me)

## Statistiques

### Nominations multiples
6 : Carol
5 : Beasts of No Nation, Spotlight
4 : Anomalisa, Tangerine
3 : Mediterranea, Room, The Diary of a Teenage Girl
2 : Bone Tomahawk, It Follows, James White, Les Chansons que mes frères m'ont apprises (Songs My Brothers Taught Me), Manos Sucias, The End of the Tour

### Récompenses multiples
5 : Spotlight
2 : Beasts of No Nation, Room